# Michel Thomas
Michel Thomas, rođen kao Moniek Kroskof (Łódź, 3. veljače 1914. – 8. siječnja 2005., New York, NY) poliglot, jezikoslovac i instruktor za podučavanje jezika.

## Životopis
Svoje djetinjstvo provodi u Njemačkoj i Francuskoj. Dolaskom Adolfa Hitlera na vlast za njega počinje vrijeme progona.
Proveo je dvije izuzetno teške godine u koncentracijskim logorima, sa stalnim strahom, da će biti deportiran u Njemačku. Bježi iz logora i pridružuje se Francuskom pokretu otpora, biva uhvaćen, saslušavan i mučen od Gestapoa, ali uspijeva preživjeti i ponovno pobjeći. Kasnije se pridružuje Oružanim snagama SAD-a.
Poslije rata razvija jedinstvenu metodu za učenje stranih jezika. Metoda, koja je nazvana po njemu, Michel Thomasova Metoda, dobiva veliki broj pristaša među kojima su i neka globalno poznata imena.
Tijekom svoje karijere podučava diplomate, bogataše ali i poznata osobe kao što su npr. Raquel Welch, Barbra Streisand, Emma Thompson, Woody Allen i Grace Kelly (koja je poslije svojih zaruka s Rainierom III. od Monaca morala brzo naučiti francuski). Michel Thomas je jamčio svojim učenicima da naučeno znanje neće zaboraviti, a ako bi se to pak dogodilo nudio bi im besplatan tečaj u kom bi oni obnovili zaboravljeno znanje.

## Vanjske poveznice
- Službena Michel Thomasova internet stranica